# Ribellu
Ribellu (Eigenschreibweise RIBELLU) (* 5. März 1988; bürgerlich Alexandre Pantalacci) ist ein französischer Musiker, DJ und Produzent korsisch/polnischer Abstammung und lebt in Köln.

## Karriere
Ribellu begann seine musikalische Karriere in den 2000er Jahren mit dem Einstieg in die Pariser Rap-Untergrund-Szene. Dort trat er unter dem Künstlernamen Ribellu Maure auf und rappte zunächst in französischer Sprache. Im Jahr 2011 erschien über das deutsche Hip-Hop-Label Wolfpack Entertainment die erste Single „Lasermania“ (feat. Deine Jugend). Darauf folgten weitere Singles auf dem Berliner Label wie bspw. „Quand la nuit“ (feat. D-Bo), welche Platz 1 der Amazon Charts erreichte.
2012 spielte Ribellu als Tour-Support von RAF Camora auf der 20 Termine umfassenden „RAF 3.0-Tour: Alles Roboter....Bevor die Welt Untergeht 2012“.
Ebenfalls im Jahr 2012 begann Ribellu im EDM-Bereich und veröffentlichte erste eigene Songs und Remixe.
Im Jahr 2015 unterschrieb er einen Vertrag bei Panda Funk / Interscope Records in L.A. Daraufhin arbeitete Ribellu mit DJ-Größen wie Deorro, Hugel, Junkie Kid, Moguai, ZooFunktion und R3hab zusammen. Ribellu produzierte zudem für Steve Aoki einen offiziellen Remix.
Infolge seines Erfolges spielte er Events und Venues wie Tomorrowland, Parookaville, Amsterdam Dance Event, Pacha Ibiza, Opium Barcelona, Bootshaus Cologne, Nikki Beach Miami.
Ribellu gründete 2017 das Label „Wasted Lost Records“, startete das Projekt „GVNGGVNG“, mit offiziellen Remixes für RAF Camora, Maxwell, Joshi Mizu und Callejon und eröffnete sein eigenes Studio. In den darauffolgenden Jahren folgten diverse Remixe und Kollaborationen mit Bonez MC, Juju, Bausa und The Cratez.
Ribellu produziert und schreibt in seinem eigenen Studio in Köln für diverse Künstler sowie Werbeproduktionen.

## Diskografie

### Singles
- 2023: GWAN
- 2023: Summertime Sadness with Maike
- 2023: Lullaby
- 2023: Plomo with Bounty&Cocoa
- 2023: Wach bleiben with FEDX
- 2021: Skifahren with Bausa, Joshi Mizu, Maxwell
- 2021: Wenn Du Mich Siehst Remix with RAF Camora & JuJu
- 2021: Space Yacht
- 2021: Breathless
- 2021: Wanna Know
- 2021: 415am feat. BJØRN
- 2020: Are You Lookin’
- 2020: Money with Inti&Chaski
- 2020: Your Heart 2k20
- 2020: Besoffen im Club with BJØRN
- 2019: Alien Bass Flip (Official Tour Remix) with RAF Camora & Bonez MC
- 2019: Kalt with BJØRN
- 2019: Get in Love
- 2019: King of Kings
- 2019: Break Ya Neck
- 2018: B Only with Junkie Kid
- 2018: Rebel Heart
- 2018: Hoes with Mr.Kan3
- 2018: Chardonnay (Bass Flip) with GVNGGVNG, Maxwell, Joshi Mizu
- 2017: Your Heart
- 2017: Primo (Official Tour Remix) with RAF Camora
- 2017: Drop like Wow with Gerald le Funk
- 2017: She’s Pippin’ with Shwann
- 2017: TWRK DAT SHIT with Tommie Sunshine & DJ Funk
- 2017: White Girl
- 2017: Independant
- 2016: Pump the Bass with Gerald le Funk
- 2016: Love Me
- 2016: The Grudge [Panda Funk]
- 2016: Bass in my Veins
- 2015: Make some Noise
- 2015: Bring The Sax [Panda Funk]
- 2014: Mo’Fuckers with Olly James
- 2014: Big Beard & Hard Bass
- 2014: BWOLA

### Alben
- 2008: Attentat Verbal Vol. 1 (Ribellu Maure)[20]
- 2009: Rebellenmentalität (Ribellu Maure)[21]
- 2015: The Big Beard EP[22]
- 2020: Bass Meets Urban Pop: Interlude[23]